# Амурский союз
Амурский союз (яп. 黒龍会 Кокурю:кай, «Общество чёрного дракона») — ультранационалистическая военизированная группировка (уёку) в Японии первой половины XX века.
Организация «Кокурюкай» была основана в 1901 году японским националистом Рёхэем Утидой, состоявшим в шовинистическо-криминальной группировке «Гэнъёся», ставшей прообразом для новой организации. Группа была названа в честь реки Амур, которая по-китайски называется «Река чёрного дракона» (黑龍江 Хэйлунцзян; по-японски читается кокурю:ко). Это объясняло политические задачи, которые ставила перед собой группа: изгнать русских из всех территорий Восточной Азии, находившихся южнее Амура.
Первоначально «Кокурюкай» держался в стороне от криминальных методов группировки «Гэнъёся», что способствовало вступлению в него ряда высокопоставленных государственных чиновников, членов кабинета министров и органов безопасности Японии. С течением времени, однако, «Кокурюкай» также начал применять преступные методы в достижении поставленных целей. Для пропаганды своих взглядов организация издавала ряд газет и журналов — «Амур» (яп. 黒竜 Кокурю:), «Азиатское обозрение» (яп. 亜細亜時論 Адзиа дзирон), «Освобождение» (яп. 解放 Кайхо:) и др. Последняя вскоре была запрещена в связи с пропагандой экстремизма. Периодические издания «Кокурюкая» издавались и распространялись в Китае и Корее, а также на английском языке (The Asian Review). «Амурский союз» получал поддержку, в том числе и финансовую, от ряда японских корпораций и крупных фирм, а также банков и торговых домов.
«Кокурюкай» организовал школу по обучению профессиональному шпионажу, агенты которой занимались разведкой в отношении действий Российской империи и работали против неё на территории России, Маньчжурии, Кореи и Китая. Организация оказывала давление на японское правительство, побуждая его проводить политику силы в отношении России. Следуя проповедуемым ею пан-азиатским идеям,
«Кокурюкай» оказывал финансовую и иную помощь революционерам в восточной Азии, например — Сунь Ятсену в Китае и Эмилио Агинальдо на Филиппинах.
Во время русско-японской войны, аннексии Кореи Японией и оккупации российского Дальнего Востока во время Гражданской войны в России «Кокурюкай» сыграл весьма существенную роль. Японская императорская армия использовала созданную обществом шпионско-диверсионную сеть в странах Дальнего Востока для разведывательной и подрывной деятельности, актов саботажа и организации политического террора. При непосредственной помощи «Кокурюкая» в северо-восточном Китае создавались банды маньчжурских и китайских милитаристов (известнейшим из которых был Чжан Цзолинь) с целью борьбы с российским (а позднее и с советским) влиянием. «Амурский союз», наряду с японской разведкой и тайной полицией, занимался вопросами пропаганды и дезинформации, а также поставлял в армию переводчиков.
«Кокурюкай» оказывал тайную поддержку и работала в контакте с японским резидентом в Азии, Акаси Мотодзиро, проводившим шпионские операции в Китае, Сибири и Маньчжурии, и искавшим связи с мусульманами Средней Азии. «Амурский союз» находился также в тесном контакте с различными буддийскими организациями и сектами в странах Азии. В 1920-е — 1930-е годы он становится одной из влиятельнейших японских политических организаций, ведших борьбу с либеральными и левыми движениями Японии. Несмотря на незначительное число членов, в «Кокурюкай» состояли министры, высшие военные чины, ведущие хозяйственники и капиталисты Японии, что определяло положение этой группы как наиболее серьёзной из крайне правых движений страны. В 1930-е годы «Кокурюкай» повсеместно проводил агентурную работу, в том числе в Турции, Марокко, Эфиопии, Юго-Восточной Азии, Южной Америке, Европе и в США.
В США подозрительная деятельность «Кокурюкая» послужила обширным материалом для огромного количества публикаций в прессе, связывавших деятельность этой японской организации со всеми возможными видами преступности и подрывной деятельности. По вымышленным сюжетам о её необыкновенной активности сочинялось множество криминально-политических романов и рассказов, формировавших у американца зловещий образ пятой колонны внутри США, навербованной «Кокурюкаем» из проживавших в Америке японцев. Подобные настроения с началом Второй мировой войны повлияли на решение американского правительства об интернировании американских японцев. ФБР обвиняло «Кокурюкай» в поддержке радикальных негритянских организаций в США (таких как Нация ислама, и др.). 27 марта 1942 года в результате проведённой ФБР операции в Калифорнии были арестованы 139 агентов «Амурского союза».
В 1946 году, после оккупации Японии американскими войсками, организация «Кокурюкай» была распущена решением Высшего командования союзных сил. В 1961 году она была воссоздана под названием «Амурский клуб» (Кокурю: курабу), однако прежним влиянием не пользовалась и была малочисленна (не более 150 членов).